# Gilpin County
Gilpin County [ˈgɪlpən] ist eine Verwaltungseinheit (County) im nördlichen Teil des US-Bundesstaates Colorado. Der Verwaltungssitz (County Seat) ist Central City.

## Geographie
Das County liegt im mittleren Norden Colorados, in der vorderen Gebirgskette der Rocky Mountains und wird von den Bezirken Boulder im Norden, Jefferson im Osten, Clear Creek im Süden sowie Grand im Westen umschlossen.

## Geschichte
Das nach William Gilpin benannte County ist eine der 17 ursprünglichen Verwaltungseinheiten des 1861 entstandenen Colorado-Territoriums und neben dem benachbarten Clear Creek der einzige Bezirk, der noch heute in seinen damaligen Grenzen besteht.

## Demografische Daten

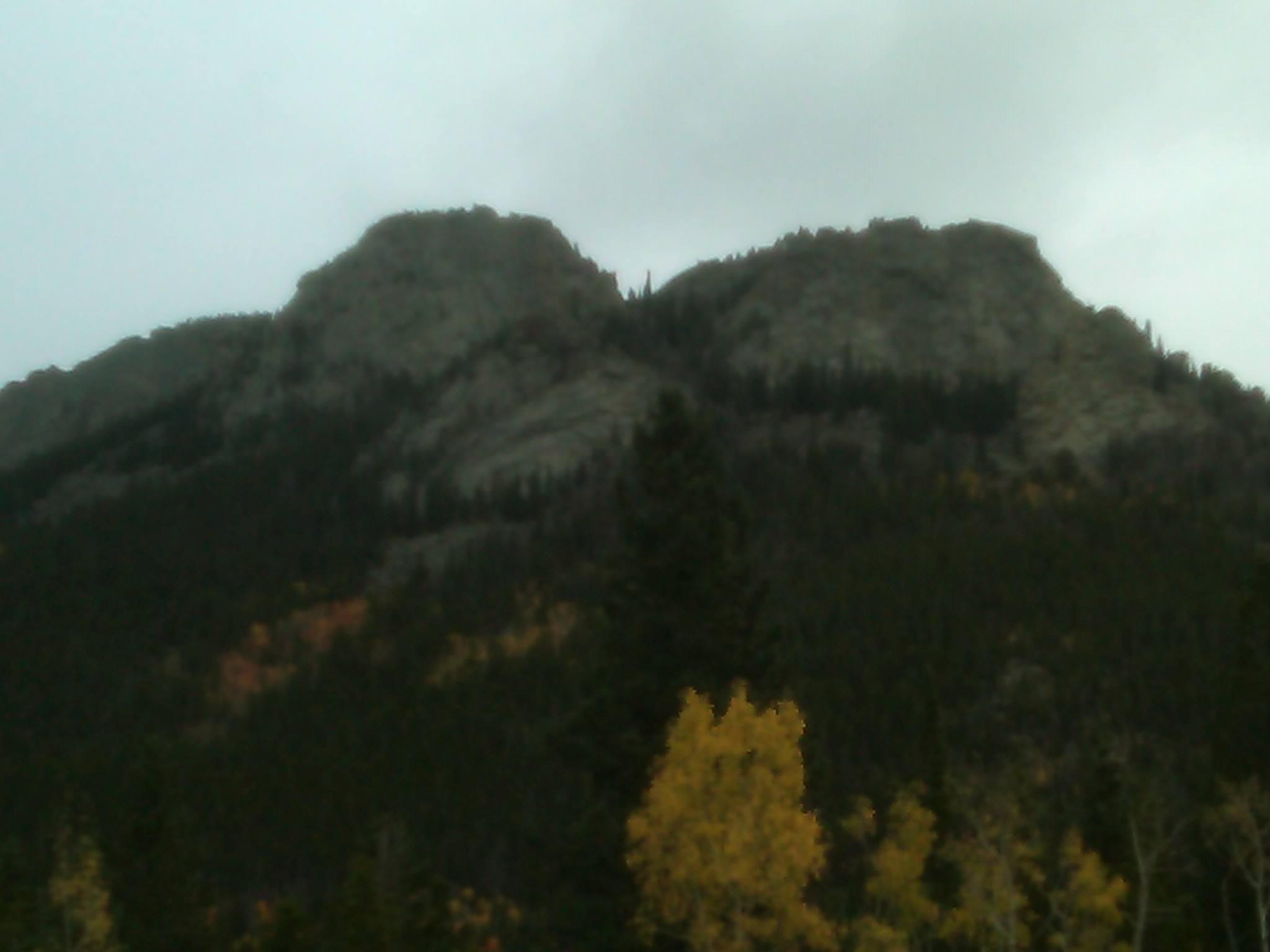
Der Thordin Mountain

Nach der Volkszählung im Jahr 2000 lebten im County 4757 Menschen. Es gab 2043 Haushalte und 1264 Familien. Die Bevölkerungsdichte betrug 12 Einwohner pro Quadratkilometer. Ethnisch betrachtet setzte sich die Bevölkerung zusammen aus 94,37 Prozent Weißen, 0,53 Prozent Afroamerikanern, 0,82 Prozent amerikanischen Ureinwohnern, 0,69 Prozent Asiaten, 0,19 Prozent Bewohnern aus dem pazifischen Inselraum und 1,53 Prozent aus anderen ethnischen Gruppen; 1,87 Prozent stammten von zwei oder mehr Ethnien ab. 4,25 Prozent der Gesamtbevölkerung waren spanischer oder lateinamerikanischer Abstammung.
Von den 2043 Haushalten hatten 26,9 Prozent Kinder und Jugendliche unter 18 Jahre, die bei ihnen lebten. 53,0 Prozent waren verheiratete, zusammenlebende Paare, 5,7 Prozent waren allein erziehende Mütter. 38,1 Prozent waren keine Familien. 26,8 Prozent waren Singlehaushalte und in 3,7 Prozent lebten Menschen im Alter von 65 Jahren oder darüber. Die Durchschnittshaushaltsgröße betrug 2,32 und die durchschnittliche Familiengröße lag bei 2,81 Personen.
Auf das gesamte County bezogen setzte sich die Bevölkerung zusammen aus 21,1 Prozent Einwohnern unter 18 Jahren, 5,8 Prozent zwischen 18 und 24 Jahren, 37,4 Prozent zwischen 25 und 44 Jahren, 30,0 Prozent zwischen 45 und 64 Jahren und 5,7 Prozent waren 65 Jahre alt oder darüber. Das Durchschnittsalter betrug 38 Jahre. Auf 100 weibliche Personen kamen 112,7 männliche Personen, auf 100 Frauen im Alter ab 18 Jahren kamen statistisch 116,1 Männer.
Das jährliche Durchschnittseinkommen eines Haushalts betrug 51.942 USD, das Durchschnittseinkommen der Familien betrug 61.859 USD. Männer hatten ein Durchschnittseinkommen von 38.560 USD, Frauen 30.820 USD. Das Prokopfeinkommen betrug 26.148 USD. 4,0 Prozent der Bevölkerung und 1,0 Prozent der Familien lebten unterhalb der Armutsgrenze. Darunter waren 1,4 Prozent der Bevölkerung unter 18 Jahren und 6,1 Prozent der Einwohner ab 65 Jahren.

## Sehenswürdigkeiten

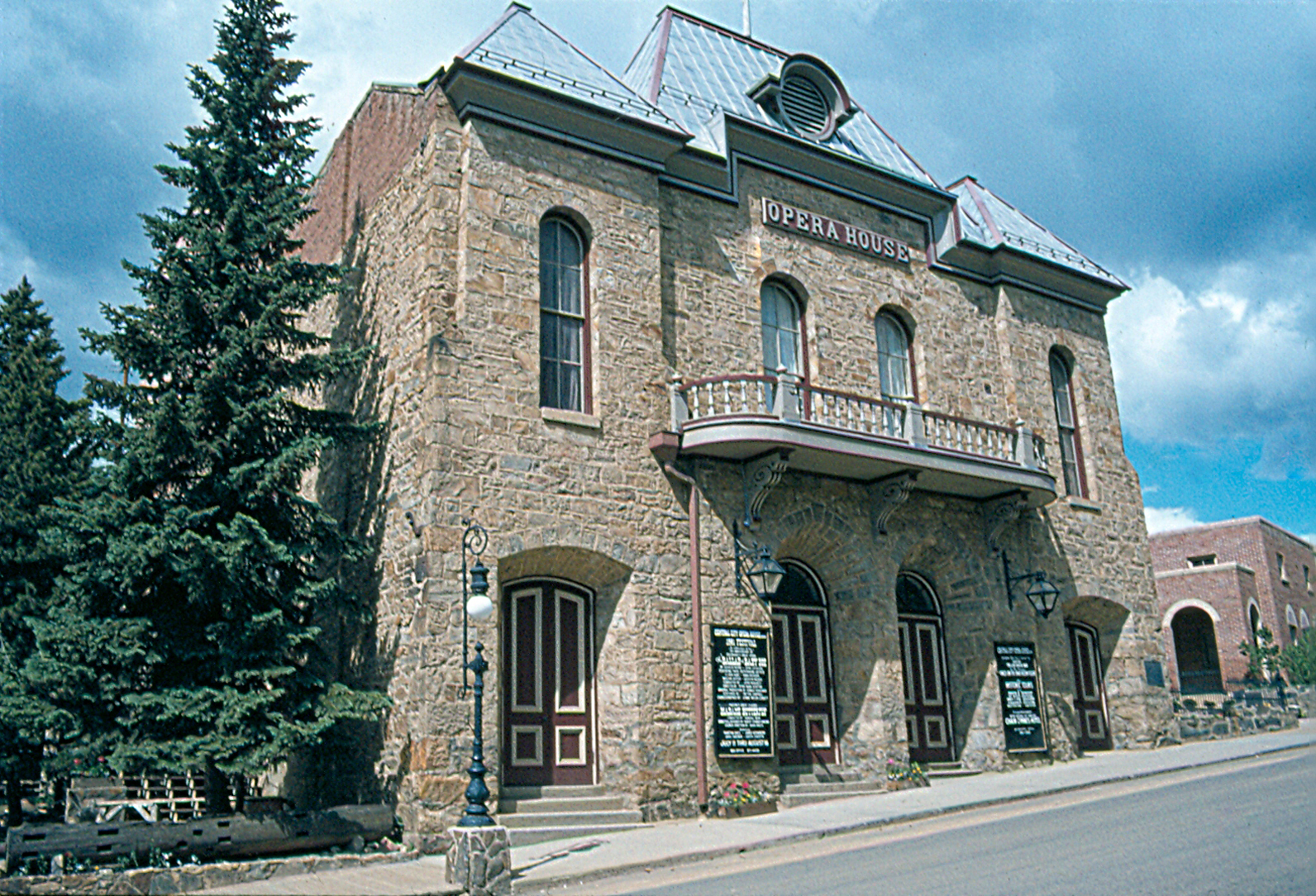
Central City Opera im Central City/Black Hawk Historic District (1982). Dieser historische Schutzbezirk umfasst die beiden Minenstädte Central City und Black Hawk. Er wurde im Juli 1961 als ein National Historic Landmark anerkannt. Die Central City Opera ist seit Januar 1973 als eigenständiges Objekt im NRHP eingetragen.

Acht Bauwerke, Stätten und historische Bezirke (Historic Districts) im Gilpin County sind im National Register of Historic Places („Nationales Verzeichnis historischer Orte“; NRHP) eingetragen (Stand 6. September 2022), wobei der Central City/Black Hawk Historic District den Status eines National Historic Landmarks („Nationale historische Wahrzeichen“) hat.

## Orte
Orte, die kein Stadtrecht besitzen, sind kursiv dargestellt.
| 1. American City 2. Black Hawk 3. Central City | 1. Rollinsville 2. Tolland |